# Alexej Ljubimov
Alexej Ljubimov (* 16. září 1944, Moskva), rusky Алексей Борисович Любимов, Alexej Borisovič Ljubimov, je ruský pianista, fortepianista a cembalista. Ljubimov studoval na Moskevské konzervatoři. V posledních sezónách koncertoval s Londýnským filharmonickým orchestrem, Symfonickým orchestrem anglického města Birmingham, Ruským národním orchestrem v Moskvě a švýcarským Tonhalle-Orchester Zürich.

## Nahrávky
- Alexej Ljubimov. Chopin, Bach, Mozart, Beethoven: at Chopin’s home piano. Nahráno na originálním klavíru Pleyel z roku 1843. NIFCCD
- Alexej Ljubimov. Franz Schubert. Impromptus. Nahráno na originálních klavírech Matthias Müller z roku 1810 a Joseph Schantz z roku 1830. Zig Zag Territorois.
- Alexej Ljubimov a jeho kolegové (Yuri Martynov, Olga Martynova, Alexandra Koreneva, Elizaveta Miller, Olga Pashchenko, Alexey Zuev). Ludwig van Beethoven. Complete piano sonatas. Nahráno na replikách klavírů Stein, Walter, Graf a Buchholtz od Paula McNultyho. Moscow Conservatory Records.
- Alexej Ljubimov. Beethoven: Piano Sonatas - No.8, Op.13 “Pathetique”; No. 14, Op.27, No.2 “Moonlight”; No.21, Op.53 “Waldstein” in C Major; No.27. Nahráno na klavíru John Broadwood & Son z roku 1806 (restaurování - Cristopher Clarke). Erato.
- Alexej Ljubimov a Alexej Zujev. Claude Debussy. Preludes. Nahráno na klavírech Steinway z roku 1913 a Bechstein z roku 1925. ECM Records.
- Alexej Ljubimov a Keller Quartett. Lento — Alfred Schnittke, Dmitri Šostakovič. ECM Records.
- Dennis Russel Davies, Alexei Lubimov, Radio Symphonieorchester Wien. Valentin Silvestrov: Metamusik/Postludum. ECM Records.